# Panasonic (Marke)
Panasonic (jap. パナソニック, Panasonikku) ist, wie auch Technics und National, eine der Handelsnamen bzw. -marken des in Kadoma (Präfektur Osaka, Japan) ansässigen Unternehmens Panasonic K.K. (vor dem 1. Oktober 2008 Matsushita Denki Sangyō K.K.).

## PanSonic
Die von Matsushita entwickelte Wortschöpfung PanSonic entstand 1955 als Name für einen zu verkaufenden Lautsprecher. Die Teile Pan (griechisch πᾶν: alles, ganz, gesamt) und Sonic stehen für ein weltumspannendes Versorgen mit gutem Klang. Matsushita verwendete den Namen Panasonic in Europa 1963 erstmals als Markennamen, u. a. auch in Deutschland. Am 1. Oktober 2008 wurde der Matsushita-Konzern in Panasonic Corporation umbenannt.
Über mehrere Jahre hinweg führte auch ein finnisches Elektronikmusik-Duo den Namen Panasonic, deren Name nach Androhung eines Rechtsstreites in Pan Sonic geändert wurde.

## Produkte

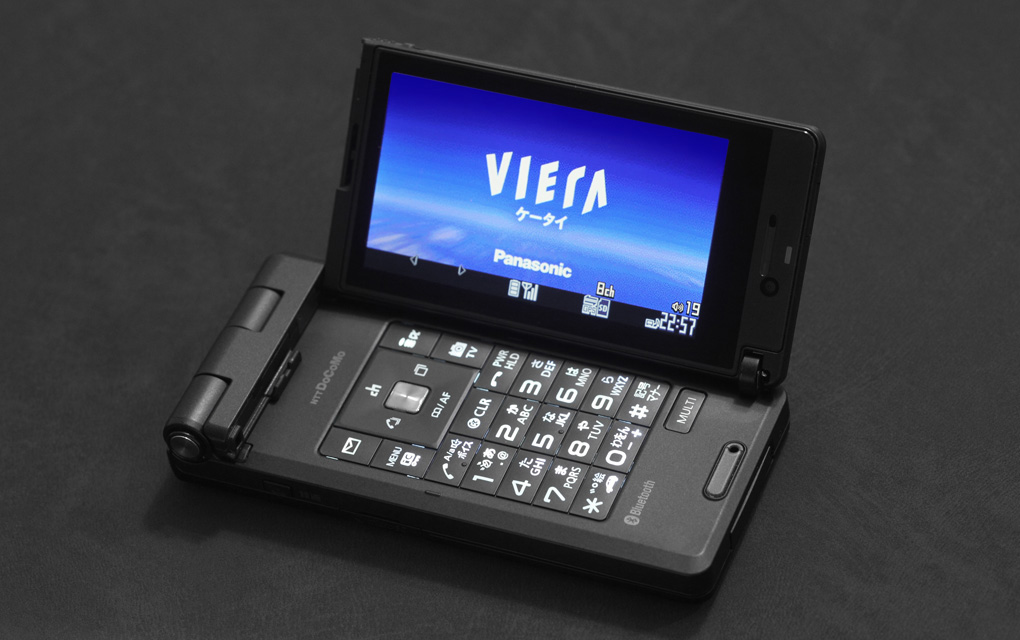
Panasonic FOMA P906i (Branding von NTT Docomo)

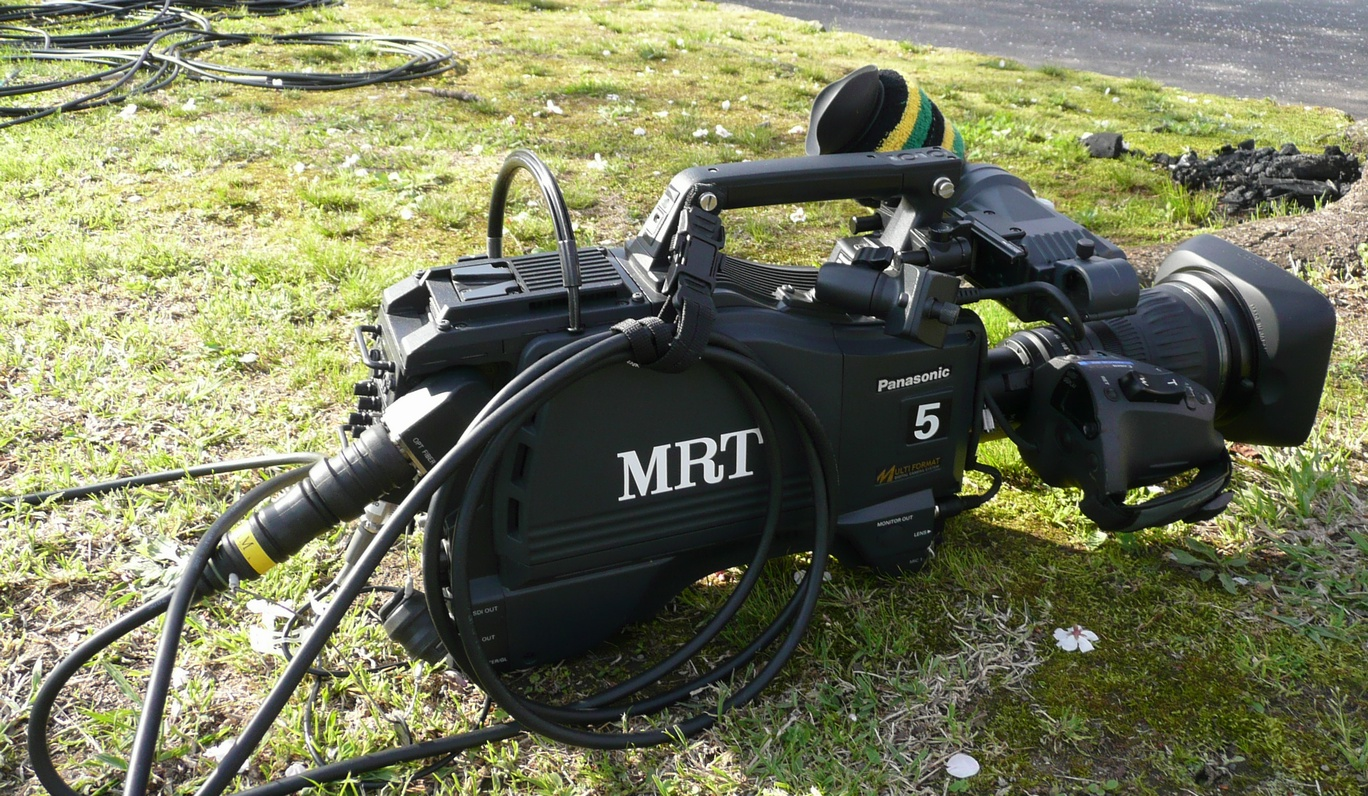
Videokamera Panasonic AK-HC930

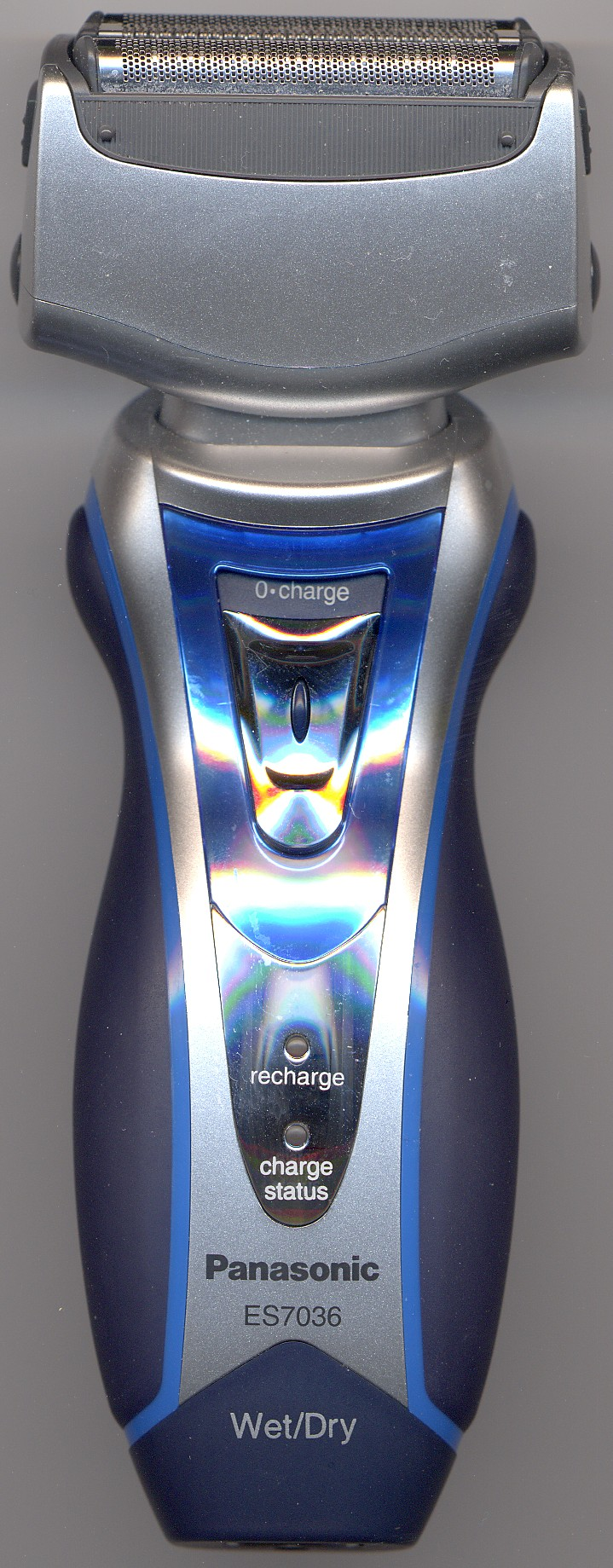
Nass-Trocken-Rasierer von Panasonic

Unter dem Handelsnamen Panasonic werden u. a. folgende Produkte entwickelt, hergestellt und vertrieben:
- Beamer, 3D-Beamer
- Fernseher, DVD-Spieler und -Rekorder, Videokameras und -rekorder
- professionelle TV-Studio-Ausrüstung
- Digitalkameras
- Computer, Laptops, DVD-Brenner und -Medien, Drucker, Scanner, Speicherkarten
- Hi-Fi-Anlagen, CD-, MD- und MP3-Spieler, Plattenspieler und HiFi-Zubehör
- Diktiergeräte
- Autoradios, Navigationssysteme
- Telefone, Telefonanlagen, Mobiltelefone, Faxgeräte, Anrufbeantworter
- digitale Kopier- und Multifunktionssysteme
- Mikrowellengeräte, Rasierapparate, Staubsauger, Brotbackautomaten
- Sicherheits- und Zugangskontrollsysteme
- Waschmaschinen
- Batterien und Akkumulatoren
- Antriebseinheiten für Elektrofahrräder
- Haarschneidemaschinen
- Relais (z. B. für die Fernmeldetechnik)
- Roboter und Schweißsysteme
- Seit 2001 stellt Panasonic optische Datenträger für Heimkonsolen von Nintendo her.

### Digitale Videocamcorder
Die Produktpalette umfasst aktuell fünf Serien in unterschiedlichen Preis- und Auflösungsklassen. Neben professionellen Lösungen für Film- und Fernsehproduktion sind folgende Serien in der Zielgruppe Hobby- und Amateur-Camcorder erhältlich:
- HDC-SD909, HDC-TM900, HDC-HS900 (Full-HD-3MOS-Camcorder mit 3D-Option)
- HDC-SD800, HDC-SD99 (Full-HD-Camcorder mit 3D-Option)
- HDC-SD80, HDC-TM80, HDC-HS80, HDC-SD40 (Full-HD-Camcorder)
- HX-WA10, HM-TA20, HX-DC10, HX-DC1, HM-TA2 (Full-HD-Mobilkameras)
- SDR-S70, SDR-T70, SDR-H100 (Standard-Definition-Camcorder)

### Fahrräder

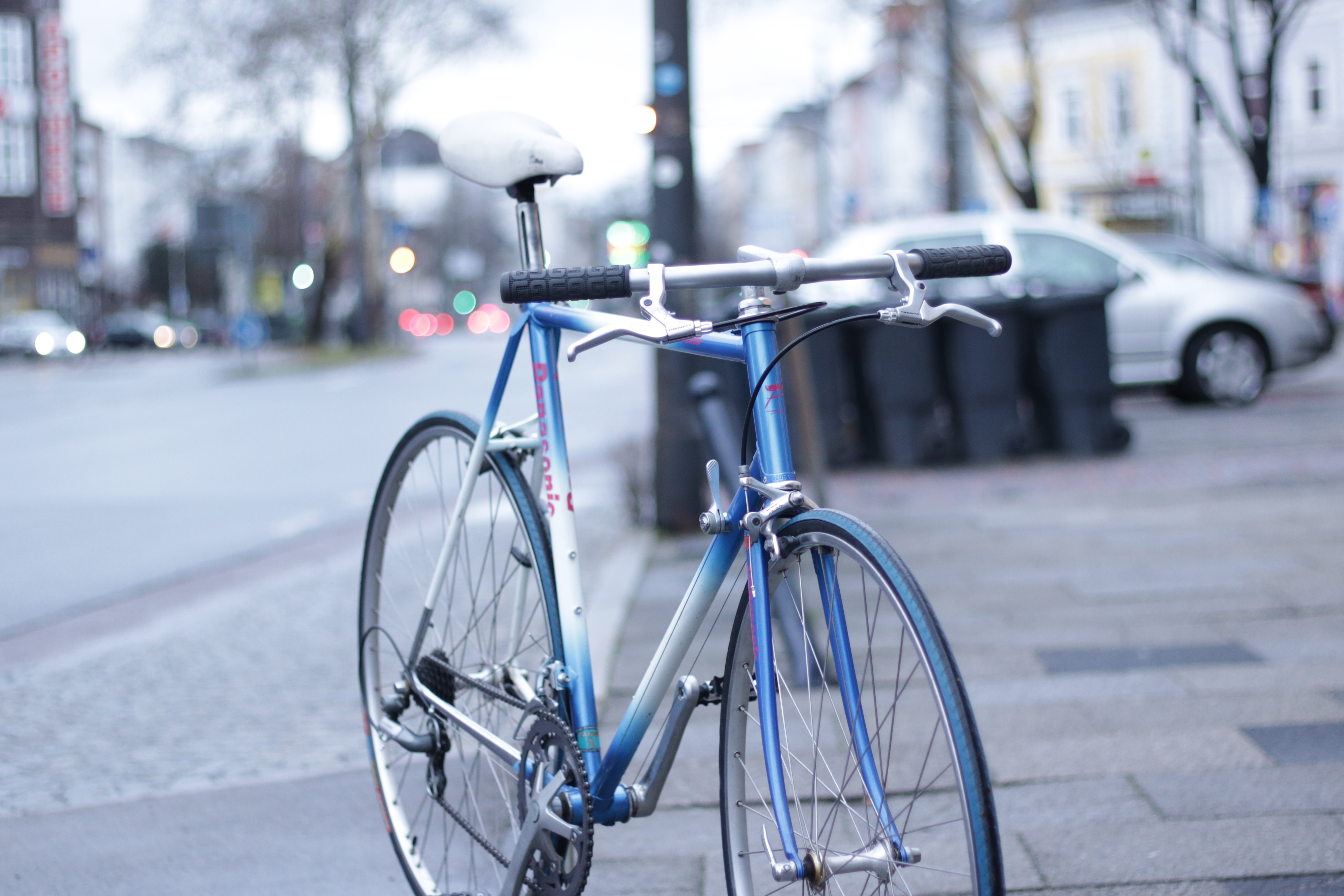
Panasonic-Rennrad aus den 1990er Jahren

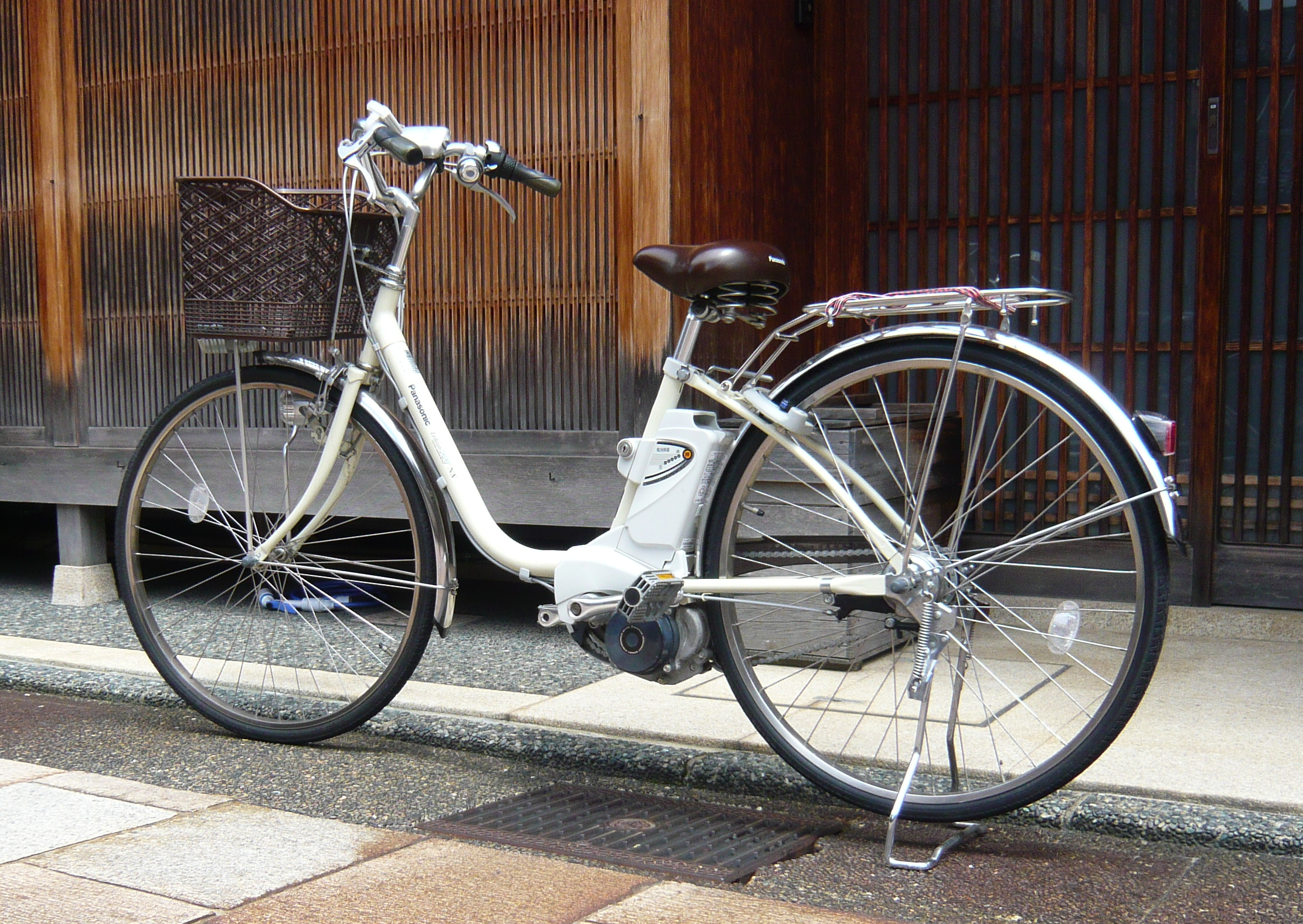
Panasonic E-bike 2015

Bis 1995 wurden in Japan Fahrräder, hauptsächlich Rennräder, für den US-amerikanischen und europäischen Markt gefertigt und unter dem Panasonic-Label vertrieben. Es wurden Rahmenrohre des Herstellers Tange und Anbauteile von u. a. Sakae verbaut.